# Peter von Bagh
Peter von Bagh, né le 29 août 1943 à Helsinki, en Finlande, et mort le 17 septembre 2014, est un historien du cinéma, écrivain, réalisateur, scénariste et critique. Il est notamment directeur artistique des festivals de Bologne (Il cinema ritrovato) et Sodankylä (Midnight Sun Film Festival), rédacteur en chef du magazine Filmihullu (Cinéfou) et membre du jury au Festival de Cannes 2004.

## Carrière
L'œuvre cinématographique de Peter von Bagh est souvent présentée sur les forums internationaux : rétrospectives au Festival du cinéma international de Rotterdam 2012, au Buenos Aires Festival Internacional de Cine Independente 2012 et au Tromsø International Film Festival 2013.   
Des œuvres principales de Peter von Bagh, parmi les 40 livres et les 60 films ou programmes de télévision, citons :Sininen Laulu (Histoire des arts de la Finlande indépendante) qui consiste en une série de télévision en 12 parties (YLE, 2003–04) plus un livre de 495 pages (WSOY, 2007); Helsinki, ikuisesti (Helsinki – pour toujours, 2008); Sodankylä for ever (Documentaire sur les 25 ans du Midnight Sun Film Festival à Sodankylä, en 4 parties, 2010–2011); Elokuvan historia (Histoire du Cinéma) consistant en une série radiophonique en 52 parties (YLE) et un livre de 736 pages (W&G, 1975, Otava, 1998, 2004); Tähtien kirja (Livre de Stars) en 944 pages (Otava, 2006). Le livre d'interviews de son compatriote et cinéaste Aki Kaurismäki Aki Kaurismäki (WSOY, 2006) est traduit en français (Cahiers du cinéma), italien (Isbn Edizioni), suédois (Alfabeta), japonais (Aiiku Sha), géorgien (Siesta) et bientôt en allemand. 

## Filmographie

### En tant que réalisateur

#### Courts métrages de jeunesse
- 1968 : Pockpicket (avec Pentti Maisala)
- 1968 : Vanhan valtaus (ensemble Bagh–Toiviainen–Maisala–Katainen)
- 1969 : Joulukuu (Décembre)

#### Long métrage
- 1971 : Kreivi (Le Comte)

#### Films documentaires distribués au cinéma
- 1992 : Viimeinen kesä 1944 (Le dernier été 1943)
- 1993 : Vuosi 1939 (L'an 1939)

#### Films de télévision
- 1972 : Olavi Virta (Documentaire sur un chanteur finlandais Olavi Virta)
- 1978 : Paavo Nurmi – mies ja aika (avec Markku Koski) (Paavo Nurmi - l'homme et le temps Documentaire sur un chanteur et sportif, Paavo Nurmi)
- 1978 : Sinitaivas – matka muistojen maisemaan ((Bleu du ciel - voyage au paysage des mémoires)
- 1979 : Repe – sirpaleita Reino Helismaan elämästä (Repe – fragments de la vie de Reino Helismaa)
- 1979 : Tankavaaran Travolta (Travolta de Tankavaara)
- 1980 : Vuosi 1952 (L'An 1952)
- 1980 : Tapsa – viiltoja reissumiehen elämästä (Tapsa – des flashes de la vie d'un vagabond)
- 1980 : Laulajan lähtö (Partage du chanteur)
- 1981 : Tauno Palo  (Documentaire sur un acteur finlandais Tauno Palo)
- 1982 : Väliasemalla Veikko Lavi (Documentaire sur un chanteur finlandais Veikko Lavi)
- 1983 : Päivä Karl Marxin haudalla (Une Journée au tombeau de Karl Marx)
- 1984–1985 : Suomi Pop – suomalaisen iskelmän historia (Histoire de la musique populaire finlandaise)
- 1983–1992 : Lähikuvassa (En gros plan une série en 19 parties sur les artistes de la musique populaire finlandaise : Tuomari Nurmio, Remu Aaltonen, Pelle Miljoona, Juice Leskinen, Hassisen Kone, Eppu Normaali, Dave "Isokynä" Lindholm, Rauli "Badding" Somerjoki, Kipparikvartetti, Erkki Junkkarinen, Jorma Ikävalko, Matti Jurva, Harmony Sisters, Esa Pakarinen, Palle, Henry Theel, Vili Vesterinen, Eugen Malmstén ja Big Band, Metro-Tytöt)
- 1985 : Yhdeksän hetkeä Urho Kekkosen elämästä (Neuf moments dans la vie de Urho Kaleva Kekkonen |Urho Kekkonen|, président de la république finlandaise)
- 1985 : Elämä ja aurinko – rapsodia F.E. Sillanpään maisemasta (La Vie et le soleil – rhapsodie du paysage de F. E. Sillanpää |Franz Emil Sillanpää])
- 1985 : Isoveli (Grand frère)
- 1986 : Ajan draama (Le Drama du temps)
- 1987 : Muisto (Souvenir)
- 1987 : Faaraoiden maa (Le pays des faraos)
- 1987 : Asema ((Station)
- 1987 : Tämä on Suomi (Voilà la Finlande)
- 1987 : Olavi Virta (Une nouvelle version du documentaire sur le chanteur finlandais Olavi Virta)
- 1988 : Jukeboxin ikivihreät (Les evergreens du jukebox)
- 1988 : Henkilökohtainen ongelma (Un problème personnel)
- 1990–1991 : SF:n tarina 1–6 (Histoire du studio SF en 6 parties)
- 1990 : T.J. Särkkä 100 vuotta (Documentaire sur le cinéaste et producteur T. J. Särkkä pour célébrer son centième anniversaire)
- 1992 : Kohtaaminen (Rencontre)
- 1993 : Suomi-Filmin tarina 1–5 (Histoire du studio Suomi-Filmi en 5 parties)
- 1993 : Fennadan tarina 1–3 (Histoire du studio Fennada en 3 parties)
- 1994 : Mies varjossa 1–3 (avec Elina Katainen & Iikka Vehkalahti) (L'homme en ombres)
- 1996 : Erään oopperan synty: Lapualaisooppera (La Naissance d'un opéra)
- 1997–1999 : Oi kallis Suomenmaa (ô le cher pays de la Finlande en 8 parties en 1997 et en 16 parties en 1999)
- 1997 : Victor Eríce: unelma valosta (Victor Eríce : le rêve d'une lumière)
- 1998 : Irma Seikkula – kulta-ajan tähti ((Irma Seikkula – une vedette de l'âge d'or)
- 2003–2004 : Sininen laulu – Suomen taiteiden tarina 1–12 (Histoire des arts de la Finlande indépendante en 12 parties)
- 2004 : Kansalainen Puupää (Armand Lohikosken muotokuva) (Citizen Puupää documentaire sur un cinéaste finlandais, Armand Lohikoski)
- 2006 : Edvin Laine (Documentaire sur un cinéaste finlandais)
- 2008 : Helsinki, ikuisesti (Helsinki – pour toujours)
- 2008 : Tähtien tarina 1–6 (Documentaire sur les stars du cinéma finlandais en 6 parties: Hannes Häyrinen, Ville Salminen, Hannu Leminen, Eeva-Kaarina Volanen, Leif Wager, Tarmo Manni)
- 2010 : Ohjaaja matkalla ihmiseksi: Mikko Niskasen tarina 1–3 (Documentaire sur un cinéaste finlandais, Mikko Niskanen, en 3 parties)
- 2010–2011 : Sodankylä ikuisesti 1–4 (Documentaire sur les 25 ans du MIdnight Sun Film Festival à Sodankylä, en 4 parties)
- 2011 : Lastuja – taiteilijasuvun vuosisata (Siècle dans la vie de la famille de l'écrivain Juhani Aho)
- 2011 : Suomalaiset ja raha: rakkaustarina (Les finlandais et l'argent : une histoire d'amour)
- 2014 : Sosialismi (Socialismes)

### En tant que scénariste
- 1969 : Ruusujen aika (par Risto Jarva)
- 1970 : Kesäkapina (par ensemble Sex)
- 1970 : Bensaa suonissa (par Risto Jarva)
- 1972 : Kun taivas putoaa… (par Risto Jarva)

### Livre traduit en français
- Aki Kaurismäki, Cahiers du Cinéma, Paris 2006,  (ISBN 2866424522)

### Livres en finnois

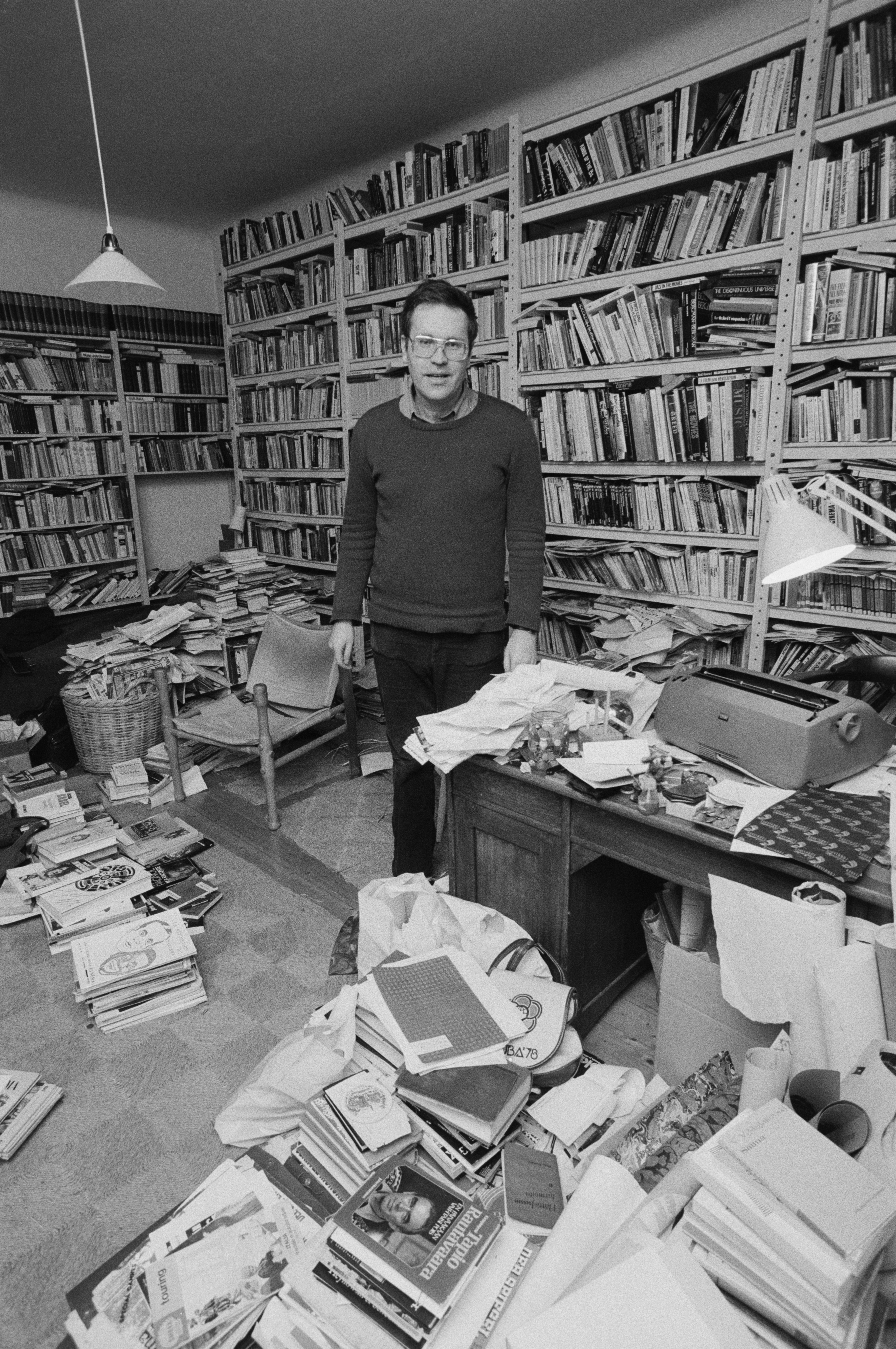
Peter von Bagh en 1979.

- Uuteen elokuvaan. Kirjoituksia elokuvasta, Von Bagh, Peter (éditeur), WSOY, Helsinki 1967
- Elävältä haudatut kuvat, Tammi, Helsinki 1969
- Paljastava silmä. Luokat taistelevat – elokuvat kertovat, Weilin+Göös, Helsinki 1973,  (ISBN 978-951-3-50895-1)
- Elokuvan historia, Weilin+Göös, Helsinki 1975,  (ISBN 978-951-3-51333-7) (nouvelle édition 1998 et 2004)
- Olavi Virta (avec Pekka Aarnio & Markku Koski), WSOY, Helsinki [1977],  (ISBN 978-951-0-08023-8)
- Teatterikirja (avec Pekka Milonoff), Love, Helsinki 1977,  (ISBN 978-951-8-35005-0)
- Elvis! Amerikkalaisen laulajan elämä ja kuolema, Love, Helsinki 1977,  (ISBN 978-951-8-35006-7)
- Hitchcock. Merkintöjä Alfred Hitchcockin elokuvasta Vertigo, Suomen Elokuvasäätiö, Helsinki 1979,  (ISBN 978-951-9-34910-7)
- Joris Ivens - dokumentaristin muotokuva, Suomen Elokuva-arkisto, Helsinki 1981
- Englantilainen elokuva, Suomen Elokuva-arkisto, Helsinki 1980,  (ISBN 978-951-8-59039-5)
- Taikayö, Love, Helsinki 1981,  (ISBN 9518350493)
- Jean Cocteau (édité par Claude Beylie), Suomen elokuva-arkisto, Helsinki 1983,  (ISBN 951-859-324-8)
- Kymmenen elokuvaa, Love, Helsinki 1984,  (ISBN 9518350825)
- Iskelmän kultainen kirja (avec Ilpo Hakasalo), Otava, Helsinki 1986,  (ISBN 978-951-1-08913-1)
- Elämää suuremmat elokuvat, Otava, Helsinki 1989,  (ISBN 978-951-1-10983-9)
- Elokuvan ilokirja, Otava, Helsinki 1990,  (ISBN 978-951-1-10581-7)
- Kaipuun punainen hetki, Otava, Helsinki 1991,  (ISBN 978-951-1-11950-0)
- Suomalaisen elokuvan kultainen kirja, Suomen Elokuva-arkisto, Helsinki 1992,  (ISBN 978-951-1-12295-1)
- Elämää suuremmat elokuvat II, Otava, Helsinki 1996,  (ISBN 978-951-1-12811-3)
- Paras elokuvakirja (édité par Von Bagh), WSOY, Helsinki 1995,  (ISBN 978-951-0-20463-4)
- Rikoksen hehku, Otava, Helsinki 1997,  (ISBN 978-951-1-14631-5)
- Suomalaisen elokuvan pieni historia, Otava, Helsinki 2000,  (ISBN 978-951-1-16301-5)
- Lööppikirja (avec Koski, Markku), Like, Helsinki 2000,  (ISBN 978-951-5-78823-8)
- Hevoset ja minä (avec Timo Aarniala), Like, Helsinki 2000,  (ISBN 978-951-5-78816-0)
- Peili jolla ei ollut muisti, SKS, Helsinki 2002,  (ISBN 9789517464239)
- Suomalaisen elokuvan uusi kultainen kirja, Otava, Helsinki 2005,  (ISBN 951-1-12705-5)
- Aki Kaurismäki, WSOY, Helsinki 2006,  (ISBN 978-951-0-31773-0)
- Tähtien kirja, Otava, Helsinki 2006,  (ISBN 978-951-1-18776-9)
- Sininen laulu. Itsenäisen Suomen taiteiden tarina, WSOY, Helsinki 2007,  (ISBN 978-951-0-32895-8)
- Vuosisadan tarina. Dokumenttielokuvan historia, Teos, Helsinki 2007,  (ISBN 978-951-8-51093-5)
- Salainen muisti, WSOY, Helsinki 2009,  (ISBN 9789510345580)
- Lajien synty. Elokuvan rakastetuimmat lajit, WSOY, Helsinki 2009,  (ISBN 978-951-0-35625-8)
- Sodankylä ikuisesti, WSOY, Helsinki 2010,  (ISBN 978-951-0-36290-7)
- Junassa, WSOY, Helsinki 2011,  (ISBN 978-951-0-37921-9)
- Cinefilia, WSOY, Helsinki 2013,  (ISBN 978-951-0-39786-2)

### Articles dans les livres, catalogues et magazines en français, anglais, italien et allemand
- The Lumière Project: The European Film Archives at the Crossroads (Cathrine A. SUROWIEC), Associação Projeto Lumiere, Lissabon 1996,  (ISBN 972-95404-0-3)
- Cinémas d'Europe du Nord. De Fritz Lang à Lars von Trier (Claire Valade), Arte Éditions, Mille et une nuits, Paris 1998,  (ISBN 2842053729)
- Nordic Explorations. Film Before 1930 (John Fullerton et Jan OLSSON, John Libbey et co, Stockholm 1999,  (ISBN 1864620552)
- Stars au feminin, (Gian Luca FARINELLE et Jean-Loup Passek), Centre Pompidou, Paris 2000,  (ISBN 1864620552)
- Raoul Walsh (Michael Henry WILSON), Cinémathèque Française, Paris 2001,  (ISBN 2900596386)
- Edgar G. Ulmer Le bandit démasqué (Charles TATUM), Éditions Yellow Now, Paris 2002,  (ISBN 2873401710)
- Don Siegel und seine Filme (Frank ARNOLD), Vertigo, München 2003,  (ISBN 3934028055)
- The Unknown Orson Welles (Stefan DRÖSSLER), Belleville Filmmuseum München, München 2004,  (ISBN 3936298319)
- Ai poeti non si spara. Vittorio Cottafavi tra cinema e televisione, (Adriano APRA et Giulio BURSI), Cineteca di Bologna, Bologne 2010,  (ISBN 8895862015)
- Luci del ribalta (avec Anna Fiaccarini et Cecilia Cenciarelli), Cineteca Bologna, 2002,  (ISBN 88-8012-214-2)

## Programmes de radio
Plusieurs centaines d'émissions depuis 1961, dont les séries suivantes :
- Yöradio ( Discussions nocturnes durant plusieurs heures avec des personnes du monde de la culture : artistes, acteurs, écrivains, cinéastes etc.)
- 1963 Suuria elokuvaohjaajia (Grands metteurs-en-scène)
- 1974 Amerikan ääniä (Voix d'Amérique)
- 1976 Kohtaamisia (Rencontres)
- 1981 Keskusteluja elokuvasta (Conversations sur le cinéma)
- 1984–1993 Elämää suuremmat elokuvat (Les films plus grands que la vie) 10 programmes par an
- 1997 Elämää suuremmat näyttelijät (Les Acteurs plus grands que la vie) 36 programmes
- 2006 Elokuvan historia (Histoire du cinéma) 52 programmes

## Diplômes
- Baccalauréat au Lycée d'Oulu en 1961
- Doctorat de philosophie à l'Université de Helsinki en 2002

## Distinctions
- Prix de l'information publique, 1976
- Jussi-béton pour l'œuvre d'une vie, 1992
- Prix Aho & Soldan pour l'oeuvre d'une vie, 2005
- Prix Warelius, 2013